# ماركيل سوسايتا
ماركيل سوسايتا (بالإسبانية: Markel Susaeta) (مواليد 14 ديسمبر 1987 في إيبار - إسبانيا) لاعب كرة قدم إسباني يلعب حاليا لصالح نادي الدرجة الأولى أتلتيك بيلباو الإسباني منذ 2007 في مركز الوسط المهاجم كما يجيد اللعب في مركز الجناح الأيمن والأيسر .

## روابط خارجية
- ماركيل سوسايتا على موقع رابطة كرة القدم اليابانية للمحترفين (اليابانية)
- ماركيل سوسايتا على موقع قاعدة بيانات كرة القدم.إي يو (الإنجليزية)
- ماركيل سوسايتا على موقع ناشيونال فوتبول تيمز (الإنجليزية)
- ماركيل سوسايتا على موقع Soccerbase.com (لاعب) (الإنجليزية)
- ماركيل سوسايتا على موقع Soccerway.com (الإنجليزية)
- ماركيل سوسايتا على موقع عالم كرة القدم.نت (الإنجليزية)
- ماركيل سوسايتا على موقع كووورة
- ماركيل سوسايتا على موقع AS.com (الإسبانية)